# Rivalen und Rebellen – Live + More
Rivalen und Rebellen – Live + More ist das siebte Livealbum der Südtiroler Deutschrock-Band Frei.Wild. Es erschien am 14. Dezember 2018 über das bandeigene Label Rookies & Kings und wird von Soulfood vertrieben.

## Inhalt
Die erste CD beinhaltet elf Live-Versionen von Liedern des Albums Rivalen und Rebellen, die auf der zugehörigen Tour im Jahr 2018 aufgenommen wurden. Auf der zweiten CD sind dagegen die Studioversionen von elf zuvor unveröffentlichten Songs, die im Rahmen der Aufnahmen für das Album Rivalen und Rebellen entstanden, enthalten.
Zudem enthält die DVD Aufnahmen von der Rivalen und Rebellen Tour, wie Backstage-Material und Interviews mit den Bandmitgliedern.

## Covergestaltung
Das Albumcover zeigt einen gelben Totenschädel und darunter zwei gekreuzte Skelett-Arme, die den Mittelfinger zeigen (wie auf dem Cover von Rivalen und Rebellen). Der Hintergrund besteht aus rot-schwarzen Bildern der Bandmitglieder, die auf den Konzerten aufgenommen wurden. Im oberen Teil des Covers befinden sich die gelben Schriftzüge Frei.Wild, Rivalen und Rebellen sowie Live + More.

## Titelliste
| CD 1 | CD 2 | DVD                                                                                               |
| --- | --- | ------------------------------------------------------------------------------------------------- |
| CD 1 (Live) 1. Intro – 2:33 2. Rivalen und Rebellen – 3:47 3. Wir bringen alle um – 4:06 4. Herz schlägt Herz – 4:20 5. Antiwillkommen – 3:38 6. Es geht hier um mein Leben – 4:41 7. Wenn mein Licht erlischt – 4:31 8. Auf zum Schwur – 4:16 9. Fick dich und verpiss dich – 3:59 10. Und ich war wieder da – 4:01 11. Verbotene Liebe, verbotener Kuss – 4:37 | CD 2 (More) 1. Noch lange nicht unser Ende – 3:13 2. Wir sind Gegenliebe – 4:00 3. Der Teufel trägt Geweih – 3:33 4. Bis zum Ende der Welt – 4:01 5. Krieg in mir – 4:31 6. Liebe und Licht – 4:14 7. Zum Himmel und zurück – 4:23 8. Wahre Helden sind nicht zähmbar – 3:01 9. Das was wir lieben und wofür wir leben – 4:14 10. Tausche Glück gegen Tränen – 3:51 11. Du hast uns dein Herz geschenkt – 4:25 | DVD 1. Backstage Material 2. Interviews 3. Alle Tourtagebücher der Rivalen und Rebellen Tour 2018 |

## Chartplatzierungen und Singles
Infolge der Veröffentlichung des Livealbums stieg das Album Rivalen und Rebellen am 21. Dezember 2018 erneut auf Platz 3 in die deutschen Charts ein, da die Verkäufe beider Alben zusammengewertet werden.
Am 26. Oktober 2018 wurde der Song Der Teufel trägt Geweih mit Musikvideo als Single zum Download ausgekoppelt. Am Erscheinungstag des Albums wurde außerdem ein Video zum Lied Wir sind Gegenliebe veröffentlicht und am 10. September 2019 erschien ein weiteres Video zu Du hast uns dein Herz geschenkt.